# Kinston, Alabama
Kinston là một thị trấn thuộc quận Coffee, tiểu bang Alabama, Hoa Kỳ. Dân số năm 2009 là 622 người, mật độ đạt 49 người/km².